# Viện Thế giới Ả Rập

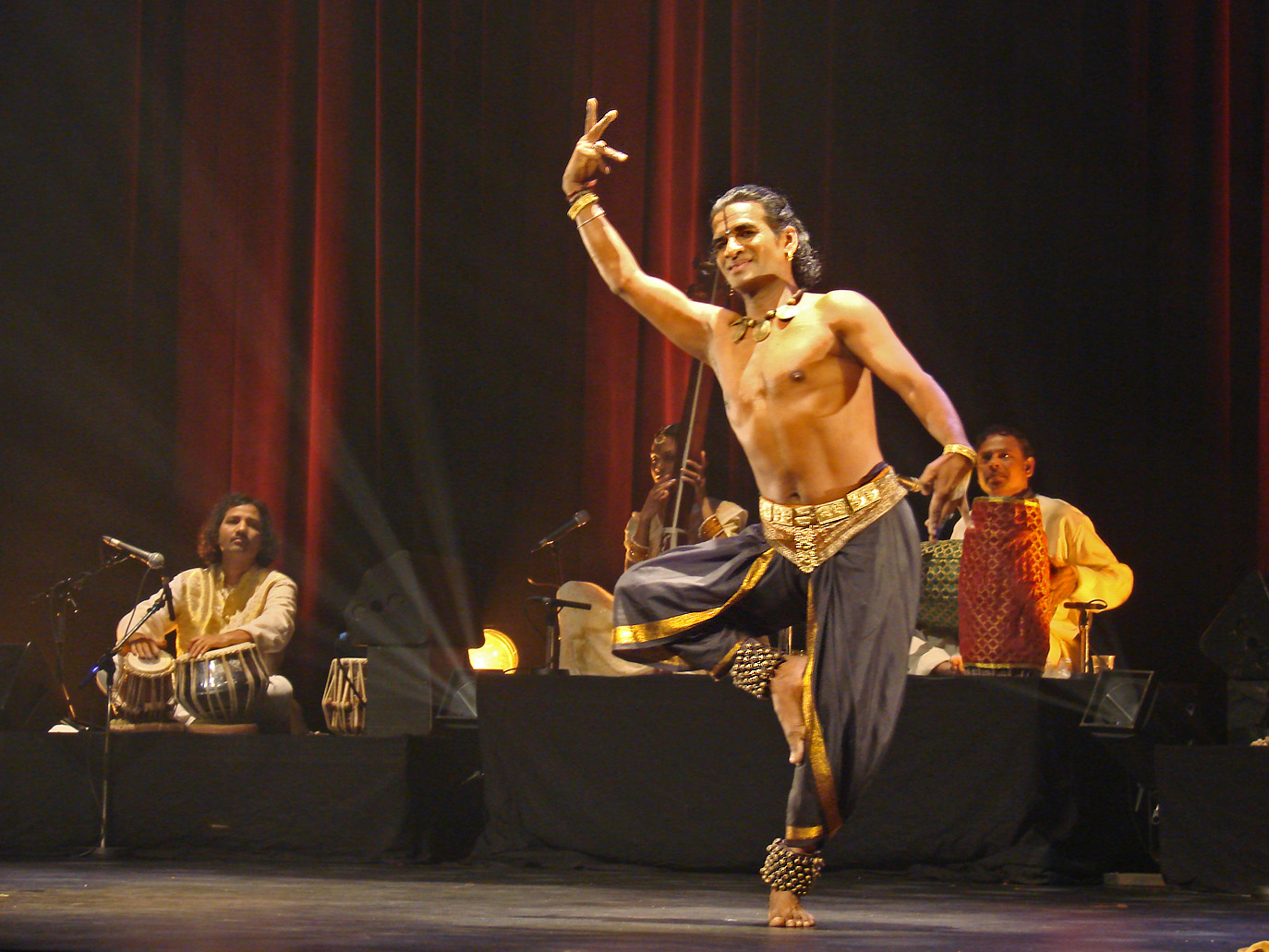
Một cuộc trình diễn được tổ chức tại Viện Thế giới Ả Rập

Viện Thế giới Ả Rập (tiếng Pháp: Institut du monde arabe) là một trung tâm về văn hóa Ả Rập và Hồi giáo nằm ở quận 5 thành phố Paris. Đây là một trong những công trình tiêu biểu cho kiến trúc hiện đại ở Paris, gồm nhiều chức năng: bảo tàng, thư viện, hiệu sách, nhà hàng.

## Lịch sử
Việc xây dựng Viện Thế giới Ả Rập được quyết định trong nhiệm kỳ của tổng thống Valéry Giscard d'Estaing năm 1973 rồi được thực hiện bởi tổng thống François Mitterrand, củng cố quan hệ ngoại giao giữa Pháp và các nước Ả Rập. Trung tâm văn hóa này có sự hợp tác của Pháp cùng hơn 20 quốc gia: Algérie, Ả Rập Xê Út, Bahrain, Djibouti, Ai Cập, Các Tiểu vương quốc Ả Rập Thống nhất, Iraq, Jordan, Kuwait, Liban, Libya, Maroc, Mauritanie, Oman, Palestine, Qatar, Somalia, Sudan, Syria, Tunisia và Yemen.
Được xây dựng từ năm 1981 và mở cửa cho công chúng từ tháng 12 năm 1987, Viện thế giới Ả Rập là công trình của văn phòng kiến trúc sư Jean Nouvel. Nằm ở khu phố lịch sử của Paris, mặt phía bắc của công trình hướng về trung tâm thành phố. Mặt phía nam thể hiện đề tài lịch sử Ẩ Rập với 240 bức sao gỗ (moucharabieh) gồm các cửa điều sáng đóng mở mỗi giờ.

## Viện thế giới Ả Rập
Là một công trình đa chức năng, ngoài bảo tàng và thư viện, Viện thế giới Ả Rập còn có một nhà hàng ẩm thực nhìn xuống quang cảnh Paris, một cửa hàng bán đồ thủ công, một hiệu sách, một phòng nghe nhìn và một phòng dành cho hút chicha, thứ thuốc lá Ả Rập. Ngoài ra Viện thế giới Ả Rập còn có một số không gian dành cho triển lãm.

### Thư viện
Thư viện trong Viện thế giới Ả Rập sở hữu một số lượng lớn và đa dạng các tài liệu về văn hóa Ả Rập, từ cổ tới đương đại. Tổng cộng thư viện có khoảng 65.000 sách, tác phẩm bằng tiếng Pháp và tiếng Ả Rập, ngoài ra cũng có cả tiếng Anh, tiếng Đức. Thêm vào đó còn nhiều tài liệu khác như giáo trình ngôn ngữ Ả Rập, các CD, DVD... Không gian thư viện gồm 3 phòng đọc với tổng diện tích 1072 m², 150 chỗ ngồi. Tầng một còn một không gian cho báo chí tiếng Ả Rập. Thư viện cũng phát hành một số tài liệu về văn hóa Ả Rập như: Hướng dẫn về thế giới Ả Rập tại Pháp, Các nhà văn Ả Rập hôm qua và ngày nay...

### Bảo tàng
Bộ sưu tập của Viện thế giới Ả Rập xuất phát từ các quà tặng và di sản. Một số quốc gia như Syria, Tunisia đã tặng lại bảo tàng nhiều hiện vật. Hiện nay, Viện thế giới Ả Rập sở hữu một bộ sưu tập đa dạng, từ những vật dụng của vua chúa, tới các dụng cụ sinh hoạt hàng ngày của người dân, các tài liệu khoa học... Không gian bảo tàng gồm ba tầng:
Tầng 7: Thế giới Ả Rập trước kỷ nguyên Hồi giáo
Tầng 7 giới thiệu các hiện vật khảo cổ, gồm các tấm bia, đồ đất nung... của thế giới Ả Rập trước kỷ nguyên Hồi giáo.
Các hiện vật ở đây cho biết về văn hóa Carthage, về thế giới Ả Rập trong thời kỳ La Mã và Bán đảo Ả Rập trong kỷ nguyên Cơ Đốc giáo, cùng sự hình thành của Hồi giáo.
Tầng 6: Khoa học và nghệ thuật Hồi giáo
Không gian tầng 6 bao gồm các hiện vật về nghệ thuật Hồi giáo với các chất liệu đá, gốm, kim loại. Về khoa học, bộ sưu tập những dụng cụ thiên văn, các công cụ khoa học, các bản viết tay từ thế kỷ IX.
Tầng 4: Sự phát triển của văn hóa Ả Rập Hồi giáo
Không gian này trưng bày những hiện vật từ thế kỷ X tới thế kỷ XVIII. Gồm những đồ thủ công, đủ các lĩnh vực nghệ thuật, những tác phẩm được làm từ nhiều chất liệu, như gốm, gỗ, thủy tinh, kim loại... Các hiện vật tầng 4 được sắp xếp thành ba khu vực:
- Bên trái là các nước Maghreb và vùng Andalucía của Tây Ban Nha
- Ở giữa là Syria và Ai Cập.
- Bên phải Iran, khu vực Transoxiana, Đế quốc Ottoman và Ấn Độ.